# Foiano della Chiana
Foiano della Chiana es un municipio italiano de 8.890 habitantes en la provincia de Arezzo.
En Foiano della Chiana se tiene, a partir del 1539, uno de los más famosos y antiguos carnavales italianos, el Carnaval de Foiano della Chiana.

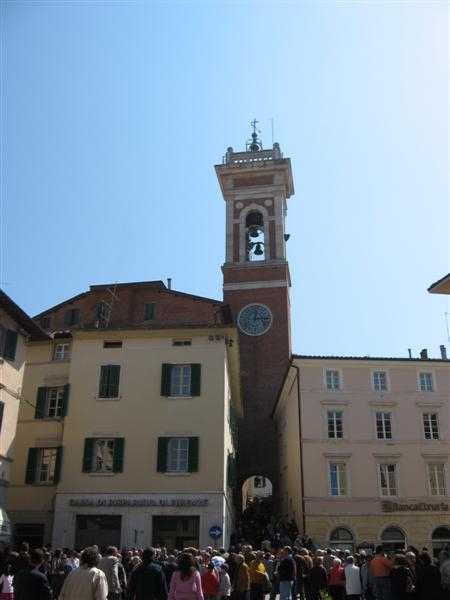
La Torre Civica en el centro de Foiano della Chiana..

## Edificios y monumentos
- El Palacio municipal (siglo XIV);
- la Torre Civica (siglo XVIII);
- el Palacio Granducal (siglo XVI), edificado por el Gran Duque de Toscana Fernando II de Médici como residencia de caza;
- el Teatro Garibaldi (siglo XVIII), así llamado en honor del héroe del Risorgimento italiano Giuseppe Garibaldi;
- la Colegiata de los Santos Martín y Leonardo (1512-1796);
- la Iglesia de San Francisco (siglo XV), hoy utilizada como hospital;
- el Templo de San Esteban de la Victoria (en la fracción de Pozzo della Chiana), edificado por Bartolomeo Ammannati en el 1572 su orden del Gran Duque de Toscana Cosme I de Médici en recuerdo de la victoria de Florencia sobre Siena en la batalla de Scannagallo (2 de agosto de 1554).

## Demografía
| Gráfica de evolución demográfica de Foiano della Chiana entre 1861 y 2001 |
|                                                                           |
| Fuente ISTAT - elaboración gráfica de Wikipedia                           |

## Fracciones
Éstas son las fracciones de Foiano della Chiana, por orden alfabético: Case Nuove, La Pace, Ponte al Ramo, Pozzo della Chiana, Renzino, Santa Luce 